# Kuba na Letnich Igrzyskach Olimpijskich 2008
Kubę na XXIX Letnich Igrzyskach Olimpijskich w Pekinie reprezentowało 149 sportowców w 16 dyscyplinach. Był to 18 start Kubańczyków na letnich igrzyskach olimpijskich. Rezultat 2 zdobytych złotych medali jest najgorszym wynikiem Kuby od 1968 roku.

## Zdobyte medale
| Medal  | Zawodnik | Dyscyplina sportowa | Konkurencja                              |
| ------ | --- | ------------------- | ---------------------------------------- |
| Złoto  | Mijaín López | Zapasy              | styl klasyczny do 120 kg mężczyzn        |
| Złoto  | Dayron Robles | Lekkoatletyka       | bieg na 110 m przez płotki mężczyzn      |
| Srebro | Yoanka González | Kolarstwo           | wyścig punktowy kobiet                   |
| Srebro | Yanet Bermoy | Judo                | do 48 kg kobiet                          |
| Srebro | Anaysis Hernández | Judo                | do 70 kg kobiet                          |
| Srebro | Yalennis Castillo | Judo                | do 78 kg kobiet                          |
| Srebro | Yarelis Barrios | Lekkoatletyka       | rzut dyskiem kobiet                      |
| Srebro | Yipsi Moreno | Lekkoatletyka       | rzut młotem kobiet                       |
| Srebro | Alexei Bell Frederich Cepeda Alfredo Despaigne Giorvis Duvergel Michel Enríquez Norberto González Yuliesky Gourriel Miguel La Hera Pedro Luis Lazo Jonder Martínez Alexander Mayeta Rolando Meriño Luis Navas Vicyohandry Odelín Héctor Olivera Adiel Palma Eduardo Paret Yadier Pedroso Ariel Pestano Luis Rodríguez Elier Sánchez Eriel Sánchez Yoandry Urgellés Norge Luis Vera | Baseball            | turniej mężczyzn                         |
| Srebro | Emilio Correa | Boks                | waga średnia (do 75 kg) mężczyzn         |
| Srebro | Carlos Banteaux | Boks                | waga półśrednia (do 69 kg) mężczyzn      |
| Srebro | Andry Laffita | Boks                | waga musza (do 51 kg) mężczyzn           |
| Srebro | Yankiel León | Boks                | waga kogucia (do 54 kg) mężczyzn         |
| Brąz   | Yordanis Arencibia | Judo                | do 66 kg mężczyzn                        |
| Brąz   | Eglis Yaima Cruz | Strzelectwo         | karabin sportowy 50 m kobiet             |
| Brąz   | Oscar Braison | Judo                | powyżej 100 kg mężczyzn                  |
| Brąz   | Idalys Ortíz | Judo                | powyżej 78 kg kobiet                     |
| Brąz   | Ibrahim Camejo | Lekkoatletyka       | skok w dal mężczyzn                      |
| Brąz   | Daynellis Montejo | Taekwondo           | do 49 kg kobiet                          |
| Brąz   | Yampier Hernández | Boks                | waga papierowa (do 48 kg) mężczyzn       |
| Brąz   | Yordenis Ugás | Boks                | waga lekka (do 60 kg) mężczyzn           |
| Brąz   | Roniel Iglesias | Boks                | waga lekkopółśrednia (do 64 kg) mężczyzn |
| Brąz   | Osmay Acosta | Boks                | waga ciężka (do 91 kg) mężczyzn          |
| Brąz   | Leonel Suárez | Lekkoatletyka       | dziesięciobój mężczyzn                   |